# Cambarincola macrodontus
Cambarincola macrodontus är en ringmaskart som beskrevs av Ellis 1912. Cambarincola macrodontus ingår i släktet Cambarincola och familjen Cambarincolidae. Inga underarter finns listade i Catalogue of Life.